# Yxnerums distrikt
Yxnerums distrikt är ett distrikt i Åtvidabergs kommun och Östergötlands län. 
Distriktet ligger nordost om Åtvidaberg. 

## Tidigare administrativ tillhörighet
Distriktet inrättades 2016 och utgörs av socknen Yxnerums i Åtvidabergs kommun.
Området motsvarar den omfattning Yxnerums församling hade vid årsskiftet 1999/2000.